# Agetus limbatus
Agetus limbatus – gatunek widłonoga z rodziny Corycaeidae. Opisał go w 1883 roku brytyjski zoolog George Stewardson Brady, nadając mu nazwę Corycaeus limbatus.